# Charles d'Ursel
Charles, 2e duc d'Ursel et d'Hoboken, est un général du Saint-Empire romain germanique, né le 26 juin 1717 à Bruxelles et mort le 11 janvier 1775 à Bruxelles.

## Biographie
Charles d'Ursel est le fils du duc Conrad-Albert d'Ursel et d'Éléonore-Christine, princesse de Salm. Il a pour parrain et marraine l'empereur Charles VI et l'impératrice Élisabeth-Christine, représentés lors de la cérémonie par le marquis et la marquise de Prié.
Il hérite et succède à son père dans ses biens et dignités, devenant maréchal héréditaire du duché de Brabant et Grand veneur et Haut forestier de Flandre.
Il épouse, en août 1740, la princesse Éléonore von Lobkowicz, fille du prince Johann Georg Christian von Lobkowitz et de Caroline Henriette von Waldstein. Il sera le père de Wolfgang d'Ursel (père de Charles-Joseph d'Ursel) et le beau-père du comte Joseph de Ferraris.
Suivant la carrière militaire, il devient colonel du régiment de Murray en 1745, puis du régiment de Ligne en 1748. Promu au grade  de Feldmarschall-Leutnant, il devient chambellan de l'empereur et gouverneur de Bruxelles.
Il est reçu en tant que chevalier de l'ordre de la Toison d'or par Joseph II en 1771.